# Seelöwenbrunnen (Zürich)

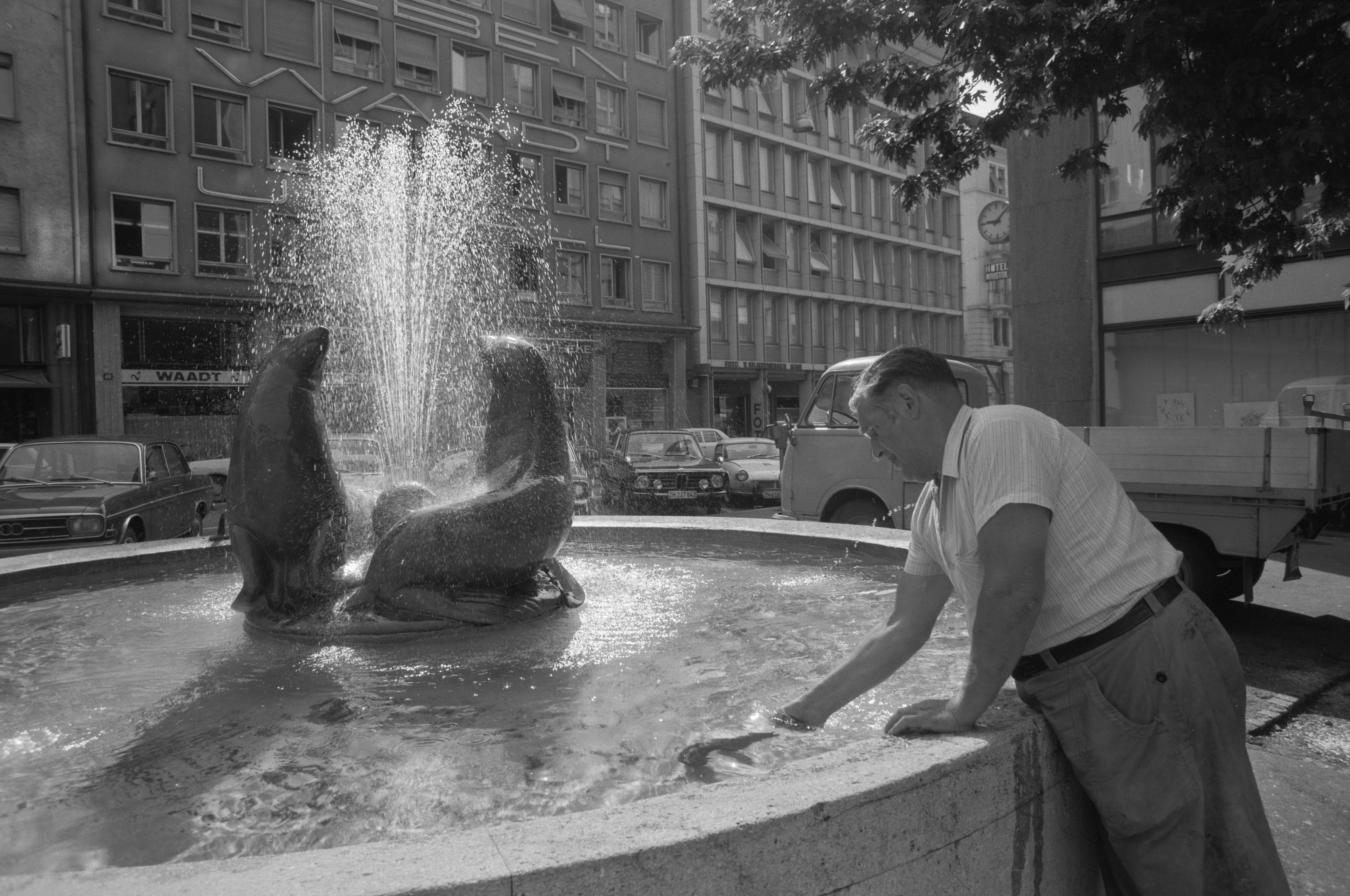
Ein Brunnenputzer am Seelöwenbrunnen, 1972

Der Seelöwenbrunnen auf dem Zürcher Stampfenbachplatz ist ein Brunnen aus dem Jahr 1938. Im Zürcher Brunnenguide trägt er die Nummer 60.

## Geschichte und Beschreibung
Der Bildhauer Ernst Dallmann schuf die Bronzefiguren der beiden Seelöwen, die sich auf einem Postament in der Mitte des Brunnens befinden. Gegossen wurden sie bei der Kunstgiesserei Richard Jäckle in Zürich. Den runden Brunnentrog aus Muschelkalkstein, der einen Durchmesser von fünf Metern hat, lieferte die Firma Th. Hofstetter. Baumeister Karl Bänninger errichtete die Anlage.